# Henriette Zeuchner
Henriette Zeuchner, tidigare Berthelius, född 1 december 1972, är en svensk mediechef.
Zeuchner har en bakgrund inom nordiska Canal+, först som affärsutvecklingschef och sedan som nordisk marknadschef fram till 2009. Hon arbetade också med HBO Nordic innan den tjänsten lanserades. Från juni 2012 var hon vd för Berling media, där bland annat bokförlaget Verbum ingick. Hösten 2014 lanserade Verbum den digitala tjänsten Verbum Novum som ledde till att Zeuchner fick priset Meg Award 2015.
I mars 2017 utsågs hon till ny vd för Discovery Networks Sweden, där bland annat Kanal 5 ingår.
Den 16 september 2019 tillträdde Zeuchner som vd för Clear Channel i Skandinavien och lämnade Discovery. Zeuchner lämnade Clear Channel hösten 2021.
År 2015 valdes Zeuchner in i Holmens styrelse.